# Kanton Laon-2

Gemeinden des Kantons

Der Kanton Laon-2 ist ein französischer Wahlkreis im Arrondissement Laon, im Département Aisne und in der Region Hauts-de-France. Durch die landesweite Neuordnung der französischen Kantone wurde er 2015 neu geschaffen.

## Gemeinden
Der Kanton besteht aus 25 Gemeinden und Gemeindeteilen mit insgesamt 24.876 Einwohnern (Stand: 1. Januar 2022) auf einer Gesamtfläche von 180,46 km²:
| Gemeinde                | Einwohner 1. Januar 2022 | Fläche km² | Dichte Einw./km² | Code INSEE | Postleitzahl |
| ----------------------- | ------------------------ | ---------- | ---------------- | ---------- | ------------ |
| Arrancy                 | 45                       | 5,57       | 8                | 02024      | 02860        |
| Athies-sous-Laon        | 2.600                    | 15,44      | 168              | 02028      | 02840        |
| Bièvres                 | 80                       | 2,64       | 30               | 02088      | 02860        |
| Bruyères-et-Montbérault | 1.419                    | 11,61      | 122              | 02128      | 02860        |
| Cerny-en-Laonnois       | 63                       | 7,22       | 9                | 02150      | 02860        |
| Chamouille              | 270                      | 3,34       | 81               | 02158      | 02860        |
| Chérêt                  | 146                      | 3,71       | 39               | 02177      | 02860        |
| Chivy-lès-Étouvelles    | 488                      | 3,54       | 138              | 02191      | 02000        |
| Colligis-Crandelain     | 212                      | 6,53       | 32               | 02205      | 02860        |
| Eppes                   | 438                      | 7,71       | 57               | 02282      | 02840        |
| Étouvelles              | 207                      | 2,38       | 87               | 02294      | 02000        |
| Festieux                | 707                      | 6,67       | 106              | 02309      | 02840        |
| Laon                    | 15.491                   | 24,36      | 636              | 02408      | 02000        |
| Laval-en-Laonnois       | 248                      | 4,51       | 55               | 02413      | 02860        |
| Lierval                 | 120                      | 3,77       | 32               | 02429      | 02860        |
| Martigny-Courpierre     | 135                      | 4,46       | 30               | 02471      | 02860        |
| Montchâlons             | 74                       | 6,76       | 11               | 02501      | 02860        |
| Monthenault             | 145                      | 2,94       | 49               | 02508      | 02860        |
| Nouvion-le-Vineux       | 143                      | 3,53       | 41               | 02561      | 02860        |
| Orgeval                 | 55                       | 2,41       | 23               | 02573      | 02860        |
| Parfondru               | 351                      | 9,08       | 39               | 02587      | 02840        |
| Presles-et-Thierny      | 400                      | 8,33       | 48               | 02621      | 02860        |
| Samoussy                | 387                      | 25,04      | 15               | 02697      | 02840        |
| Veslud                  | 269                      | 4,13       | 65               | 02791      | 02840        |
| Vorges                  | 383                      | 4,78       | 80               | 02824      | 02860        |
| Kanton Laon-2           | 24.876                   | 180,46     | 138              | 0210       | –            |

1. ↑   Nur der südliche Teil der Gemeinde, der Rest gehört zum Kanton Laon-1.

## Politik
| Vertreter im Départementsrat | Vertreter im Départementsrat             | Vertreter im Départementsrat |
| Amtszeit                     | Namen                                    | Partei                       |
| ---------------------------- | ---------------------------------------- | ---------------------------- |
| 2015–2021                    | Thierry Delerot Brigitte Fournié-Turquin | DVG EELV                     |
| 2021–                        | Thierry Delerot Brigitte Fournié-Turquin | DVG EELV                     |